# Prudent Le Choyselat
Prudent Le Choyselat, (vers 1530 - vers 1577), était procureur du roi Charles IX au bailliage de Sézanne de 1560 à 1577.

## Biographie
Le Choyselat a publié en 1569 un petit livre consacré à l'aviculture (Le Choyselat, 1569). Ce document est le premier plan d'affaires imprimé en langue française pour la période moderne et contemporaine. Il prévoit d'investir 500 livres tournois dans un poulailler de 1200 poules, 120 coqs, 4 servantes, 2 âniers, 10 à 15 médecins et une vingtaine de revendeuses sur les marchés d’œufs de Paris. Le titre de son opuscule, Discours œconomique signifiait à l'époque « Plan de gestion d'une affaire commerciale ».
Le but de ce projet d'affaire est de remettre en fortune un ami ruiné par les guerres de religion qui ont débuté en France en 1563. La profession de vendeur d’œufs et de beurre étant devenu libre à la suite de procès entre deux corporations, le projet devenait rentable en raison de la raréfaction des poules à la suite des saccages des guerres entre protestants et catholiques. Le Choyselat fonde son analyse sur de très nombreux auteurs antiques (Xénophon, Aristote, Columelle) ou moyenâgeux (Budé, Érasme). Il diminue volontairement les coûts pour allécher les lecteurs et pousse les profits à leur maximum, puisqu'il annonce des taux allant jusqu'à 800 %. Il déclare cependant que ces profits sont « honnêtes » pour échapper à la vindicte des religieux qui condamnaient à l'époque les profits indus. Son texte est donc à fois une utopie gestionnaire et une œuvre prémonitoire car il a bien vu le rôle clé de la distribution sur des marchés publics et le rôle fondamental de la logistique interne et externe. Son texte fut traduit en anglais dès 1577 (avec une deuxième édition en 1580) et en langue allemande en 1615. Il a donc influencé durablement toute la littérature sur l'économie agricole et rustique. Étudié comme plan d'affaires prémonitoire en langue française, il peut, à partir d'une nouvelle traduction en parler actuel (Choyselat, 2015), faire office d'introduction à l'histoire ancienne de la gestion des entreprises. En effet, si les cadres de Khéops avaient déjà prévu de rentabiliser leurs affaires, ce n'est que Columelle qui calcula vers 60 av. J.-C. le premier état de profitabilité pour la culture du vin. Ensuite le comptable Luca Pacioli donnera des calculs plus affinés avant que Le Choyselat ne présente une étude complète du problème. Cette découverte récente fait remonter l'histoire du management d'au moins 300 ans avant la date communément admise aujourd'hui par les histoires du domaine (Pezet, Labardin dir., 2014). Ce texte est la suite logique des idées de Benedetto Cotrugli qui a été réédité dans une version scientifique il y a quelques années (Cotrugli, 2008). Son principal successeur fut André-Martin Labbé, fondateur du Bazar Bonne-Nouvelle en septembre-décembre 1835 (dates du plan d'affaires en trois versions, réédité en 2009).